# Crystal Cave District
Pour les articles homonymes, voir Crystal.
Le Crystal Cave District est un district historique du comté d'Edmonson, dans le Kentucky, aux États-Unis. Protégé au sein du parc national de Mammoth Cave, il est inscrit au Registre national des lieux historiques depuis le 8 mai 1991.